# Papež Klemen IV.
Papež Klemen IV., rojen kot Gui Foucois le Gros, je bil rimski škof (papež) Rimskokatoliške cerkve, * 23. november okrog 1200, Saint-Gilles-du-Gard, Grofija Toulouse, Francija);  † 29. november 1268, Viterbo, Papeška država.

## Življenjepis
Gvidov oče Peter je posedoval čedno posestvo in je bil sodnik v službi grofa Rajmonda V. Touluškega; med 1185 in 1196 je bil kancler grofa v Saint-Gilles. Tam se je rodil tudi Guy ali Gvido; mati je bila Marguerite Ruffi. Oče je zopet deloval na sodišču vsaj do 1206. Po ženini smrti je Pierre Foucois postal menih kartuzijanec in se umaknil v Grande Chartreuse, kjer je umrl in bil tam pokopan po letu 1210. 

Gvido Foucois je bil določen za očetovega naslednika in je odšel v Pariz študirat pravo. Čeprav ni veliko podatkov, kaže, da si je kmalu pridobil ugled priznanega pravnika v svojem domačem kraju in ne šele na kraljevskem francoskem dvoru. Prvo pričevanje o njegovi karieri sestavlja sodni izrek, ki ga je prinesel skupaj s priorom v Montarenu v zvezi s fevdalnimi obveznostmi uzèških gospodov glede na krajevnega škofa. Odločitev so objavili v navzočnosti uradnika francoske krone, beaucairskega župana z dne 29. oktobra 1234. Naslednje leto so Gvida poklicali kot pravnega izvedenca v Viviers z nalogo, da preuči kraljeve obveznosti do škofije, kar je izvrstno opravil.
Za duhovništvo se je odločil po smrti svoje žene, s katero je imel dve dekleti. Odločno je nasprotoval nepotizmu. 1257 postal škof v Le Puyu, 1259 nadškof v Narbonnu in 1261 kardinal. 

### Papež pod francoskim vplivom
Štiri mesece po smrti Urbana IV., 5. februarja 1265, so kardinali za novega papeža izvolili Guida Fulcodija, ki je bil tedaj na potovanju po Angliji kot papeški legat. 
Deloval je v povezanosti s Francijo oziroma s Karlom Anžujskim, mlajšim in ambicioznejšim bratom svetega kralja Ludvika IX.. Papež se je na Francoze naslovnil v upanju, da ga ne bodo izneverili kot štavfovski nemški vladarji in hkrati sicilski kralji, katerih klavrn konec je dočakal: tako Manfreda kot njegovega sina Konradina. Manfredovo vojsko je Karel popolnoma porazil pri Benevenetu 1266, ko je v boju padel tudi poveljnik. Svojim novim podložnikom se je Karel kmalu zameril zaradi lakomnosti, grozovitosti in trdosrčnosti, kar je vodilo v kasnejše Siciljanske večernice (1282) in izgon Anžuvincev s Sicilije. Papež je moral žal kmalu izkusiti, da so se njegovi upi, ki jih je polagal v Karla Anžujskega kot svojega sicilskega vazala in rimskega zaščitnika, kar vsi po vrsti izjalovili. Karlu Anžujskemu je namreč bil osnovni motiv ponovno zavzetje Bizantinskega cesarstva, v kar je vlagal ogromna sredstva.
Medtem je Manfredov sin Konradin (*1252) odrastel. Na povabilo štavfovskih gibelinov je podvzel jeseni 1267 svoj prvi in zadnji pustolovski pohod proti Italiji, da bi vzel v posest deželo svojega očeta. Zaman ga je papež svaril in ga končno tudi izobčil. Nesrečen izid v bitki pri Tagliacozzu dne 23. avgusta 1268 je upanje mladoletnega Konradina in italijanskih gibelinov uničil, končal pa je v ujetništvu zmagovalnega Karla Anžujskega, ki je poraženca tudi usmrtil v Neaplju na glavnem trgu 29. oktobra 1268 in s tem končal linijo cesarske hiše Hohenstaufen. Ni povsem gotovo, ali je papež svetoval in odobraval usmrtitev, saj politični monopol izumrlih Štavfovcev v južni Italiji zamenjala hiša francoskih Anžujcev. 
Na papeškem dvoru v Orvietu, kjer je bival ves čas svojega pontifikata, se je dalj časa zadrževal tudi Tomaž Akvinski. 

Njegova prizadevanja za cerkveno zedinjenje s Carigradom so ostala brezuspešna. Bizantinski cesar Mihael VIII. Paleolog je bil v formalno združitev obeh cerkev zainteresiran zgolj toliko, da je politično osamil Karla Anžujskega, ki je poskušal obnoviti prosulo križarsko Latinsko cesarstvo.

Poljsko kraljico Hedviko (1174-1243) je prištel med svetnike.

Na papeškem dvoru v Orvietu, kjer je bival ves čas svojega pontifikata, se je dalj časa zadrževal tudi Tomaž Akvinski. 

## Smrt in spomin
Mesec dni po Konradinovi smrti mu je sledil v smrt tudi papež Klemen. Pokopali so ga v dominikanskem samostanu Santa Maria in Gradi zunaj Viterba, kjer je bival med svojim pontifikatom. 

1885 so njegove ostanke prenesli v cerkev San Francesco alla Rocca v Viterbu. Zaradi nepremagljive nesloge med kardinali je papeški sedel ostal prazan skorej tri leta (1268-1271). Temu obotavljanju je največ botrovalo hudo razočaranje nad novim francoskim "zaščitnikom".